# Peter Christiansen
Peter Fich Christiansen (ur. 4 kwietnia 1941 we Frederiksbergu) – duński wioślarz, brązowy medalista olimpijski.

## Kariera sportowa
Wystąpił na igrzyskach olimpijskich w Rzymie w 1964, gdzie w dwójkach bez sternika zajął piąte miejsce. Na rozgrywanych cztery lata później igrzyskach olimpijskich w Meksyku wspólnie z Ibem Larsenem zdobył brązowy medal w dwójkach bez sternika. W finale o 5,28 sekundy wyprzedziła ich osada NRD, a o 5,13 sekundy przegrali z osadą USA. Brał też udział w igrzyskach olimpijskich w Monachium startował w czwórkach bez sternika, zajmując ostatecznie szóste miejsce. 
W dwójkach bez sternika zdobył również złoty medal na mistrzostwach Europy w Duisburgu (1965) oraz brązowe na mistrzostwach Europy w Amsterdamie (1964) i mistrzostwach Europy w Klagenfurcie (1969).